# ARNm guanylyltransférase
L'ARNm guanylyltransférase est une nucléotidyltransférase qui catalyse la réaction :
GTP + (5')ppPur-ARNm  {\displaystyle \rightleftharpoons }  pyrophosphate + G(5')pppPur-ARNm.
Cette enzyme fait partie de l'enzyme coiffante, complexe enzymatique qui réalise l'adjonction d'une coiffe sur l'ARN messager en cours de synthèse par l'ARN polymérase II. Elle assure le transfert d'un guanylate sur le phosphate β de l'extrémité 5' de l'ARNm à partir d'une molécule de GTP.

Structure de la coiffe ajoutée par l'enzyme coiffante, constituée d'une 7-méthylguanosine liée à l'extrémité 5' d'un ARN messager.